# Microlicia linifolia
Microlicia linifolia är en tvåhjärtbladig växtart som först beskrevs av Carl Friedrich Philipp von Martius, och fick sitt nu gällande namn av Adelbert von Chamisso. Microlicia linifolia ingår i släktet Microlicia och familjen Melastomataceae. Utöver nominatformen finns också underarten M. l. naudiniana.